# Andris Kolbergs
Andris Kolbergs (født 21. december 1938 i Jūrmala, død 5. november 2021) er en lettisk forfatter, især af kriminalromaner.
Kolbergs har udgivet bøger siden 1965, og i 1970'erne blev han én af de mest populære lettiske forfattere af kriminalromaner. Hans værker blev udgivet i andre sovjetiske unionsrepublikker samt adskillige europæiske lande. I slutningen af 1980'erne blev Kolbergs den første formand af den genoplivede Rigas lettiske forening, og chefredaktør for det genoplivede tidsskrift "Atpūta". Kolbergs har også skrevet adskillige turistførerer om Riga.
Følgende spille- og tv-film er indspillet efter Kolbergs manuskripter og kriminalromaner: "Liekam būt" (Uønsket) fra 1976, "Atspulgs ūdenī" (Afspejling i vandet) sammen med Jānis Lapsis fra 1977, "Dāvanas pa telefonu" (Gaver via telefonen) fra 1977, "Rallijs" (Rally) fra 1978, "Trīs dienas pārdomām" (Tre dages omtanke) fra 1980, "Dubultnieks" (Dobbeltgænger) fra 1986, "Fotogrāfija ar sievieti un mežakuili" (Fotografi af kvinde og vildsvinsorne) fra 1987, "Par mīlestību pašreiz nerunāsim" (I øjeblikket taler vi ikke om kærlighed) fra 1988, "Depresija" (Depression) fra 1991 og "Rīgas sargi" fra 2007.
I 2011 modtog Kolbergs den lettiske litteraturens årlige pris for sin livslange indsats for lettiske litteratur.